# Stazione di Tolentino
Stazione di Tolentino vasútállomás Olaszországban, Marche régióban, Tolentino településen.

## Vasútvonalak
Az állomást az alábbi vasútvonalak érintik:
- Civitanova-Fabriano-vasútvonal

## Kapcsolódó állomások
A vasútállomáshoz az alábbi állomások vannak a legközelebb: 
- Stazione di Pollenza
- Stazione di San Severino Marche